# Urbis Armături Sanitare
Urbis Armături Sanitare este o companie producătoare de armături sanitare din România.
În perioada comunistă s-a numit IREMOAS (Întreprinderea de băi, radiatoare, elemente și armături sanitare).
BKP Trading Impex (fostă VGB Impex) a cumpărat în anului 2005 un pachet de acțiuni reprezentând 64,8% din capitalul social al Urbis de la firma Romilexim Trading Limited București.
BKP deține 73,4% din titlurile Urbis, SIF Muntenia 14,8%, iar Romilexim Trading Limited București are o participație de 5,7%.
Cifra de afaceri în 2005: 8,9 milioane lei